# Paderborn
Paderborn är en stad i den tyska delstaten Nordrhein-Westfalen. Staden är belägen cirka 50 kilometer söder om Bielefeld, och hyser bland annat ett äldre universitet. Paderborn har cirka 156 000 invånare. Genom stadens område flyter floderna Lippe (en av Rhens högerbifloder), Pader och Alme, som alla tre flyter samman inom stadens gränser.

## Historia
- 777 - En riksdag hölls här av Karl den store.
- 799 - Karl den store och påven Leo III, för tillfället i exil under ett uppror i Rom, möttes i Paderborn.
- 836 - Relikerna av S:t Liborius av Le Mans fördes till Paderborn, som då var biskopsstad i ärkestiftet med samma namn.
- 1295 - Staden blev medlem i Hansan.
- 1614 - Universitetet grundades..
- 1630 - Friedrich von Spee skrev i Paderborns jesuitkollegium "Cautio Criminalis".
- 1692 - Paderborns universitet grundades, verksamheten fortsatte till 1819
- 1802 - Furstbiskopsdömet Paderborn tillföll Preussen, där det uppgick i Regierungsbezirk Minden.
- 1803 - Apotekaren F. Sertürner i Paderborn lyckades extrahera morfin ur opium.
- 1818 - Preussens regering upplöste universitetet.
- 1945 - Staden blev nästan fullständigt förintad av de allierades bomber.
- 1947 – Efter Preussens upplösning tillföll staden Nordrhein-Westfalen.
- 1972 - Universitetet grundades på nytt.
- 1996 - Påven Johannes Paulus II besökte Paderborn.

## Storstadsområde
Paderborns pendlingsområde, vilket avser den region där minst hälften av de dagliga pendlarna (till bland annat arbetsplatser och utbildningar) söker sig in till de centrala delarna, omfattar totalt sex städer och tre kommuner.
| Områdestyp                  | Areal (km²) | Invånarantal 31 december 2006 | Densitet (inv/km²) |
| --------------------------- | ----------- | ----------------------------- | ------------------ |
| Kärnstad (Paderborn)        | 179,40      | 144 258                       | 804,11             |
| Närliggande pendlingsområde | 895,13      | 132 837                       | 148,40             |
| Totalt                      | 1 074,53    | 277 095                       | 257,88             |

Pendlingsområdet består av städerna Paderborn, Bad Lippspringe, Bad Wünnenberg, Delbrück, Lichtenau och Salzkotten, samt kommunerna Altenbeken, Borchen och Hövelhof.

## Sevärdheter
I staden finns världens största datormuseum, Heinz Nixdorf MuseumsForum, som baseras på Heinz Nixdorfs (grundaren till kontorsmaskinföretaget Nixdorf) samlingar. Nixdorf ingår numera i Siemenskoncernen. Museet behandlar informationsteknik under 5 000 år.

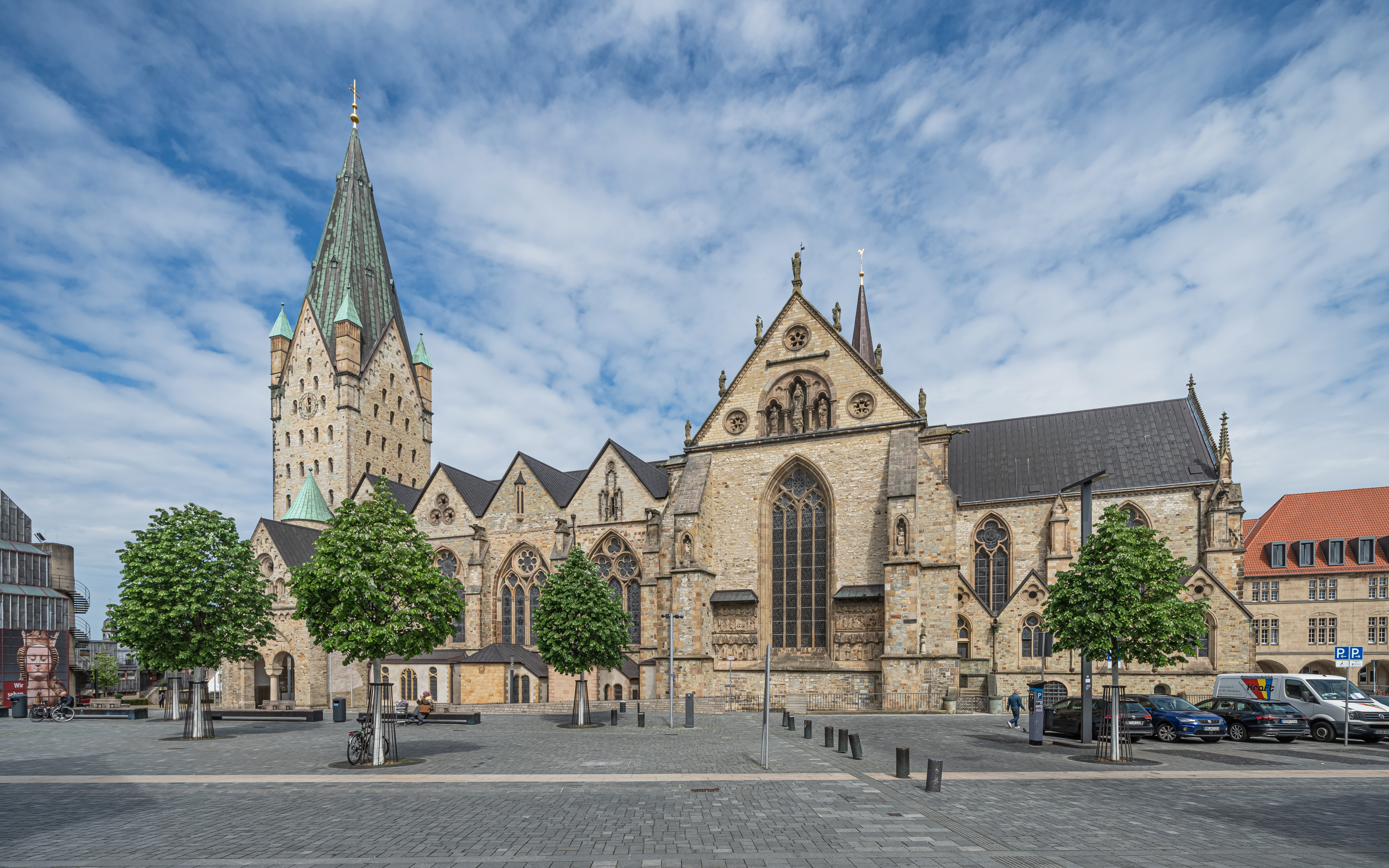
Paderborns domkyrka
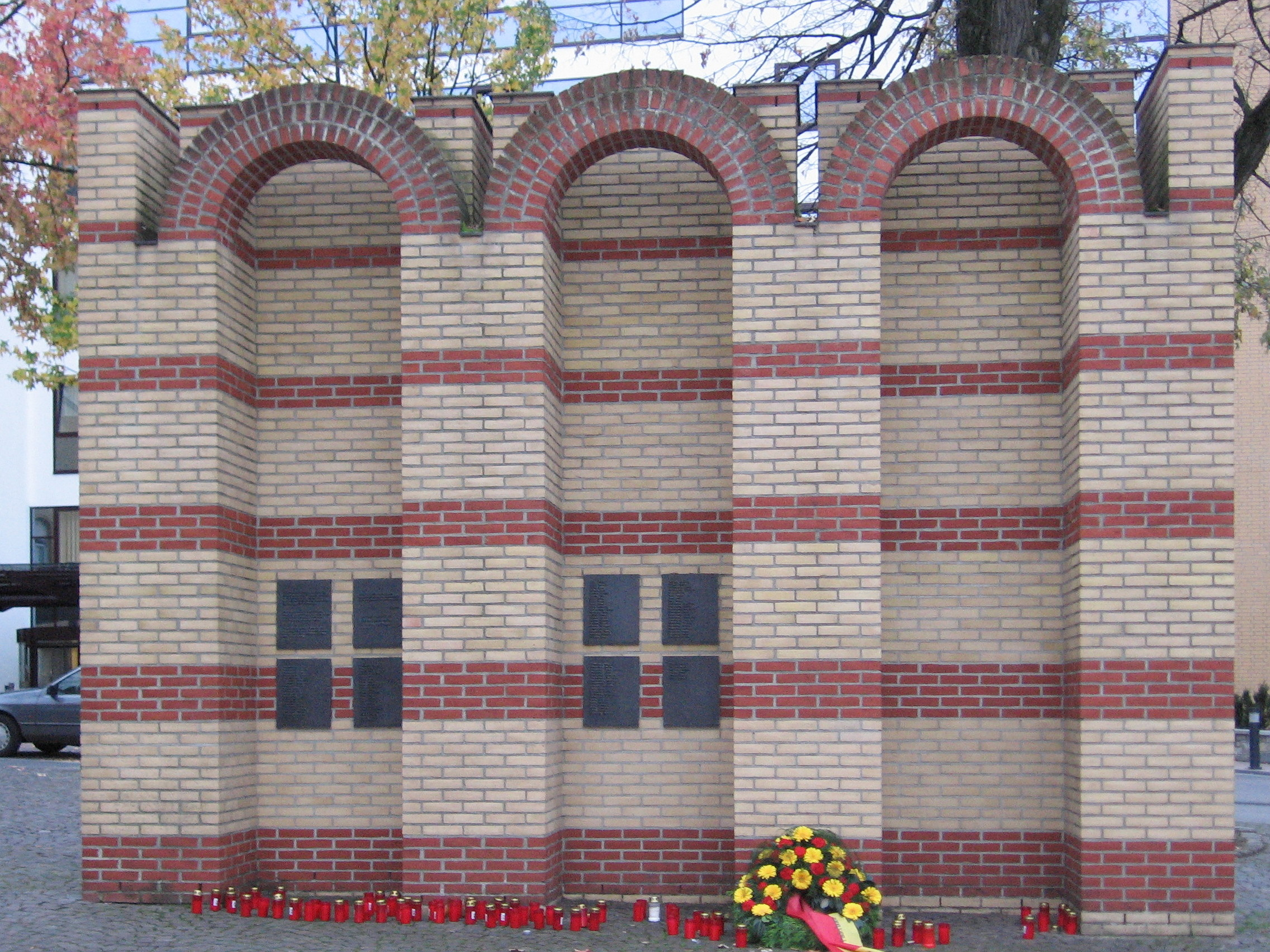
Minnesmärke för stadens mördade judar
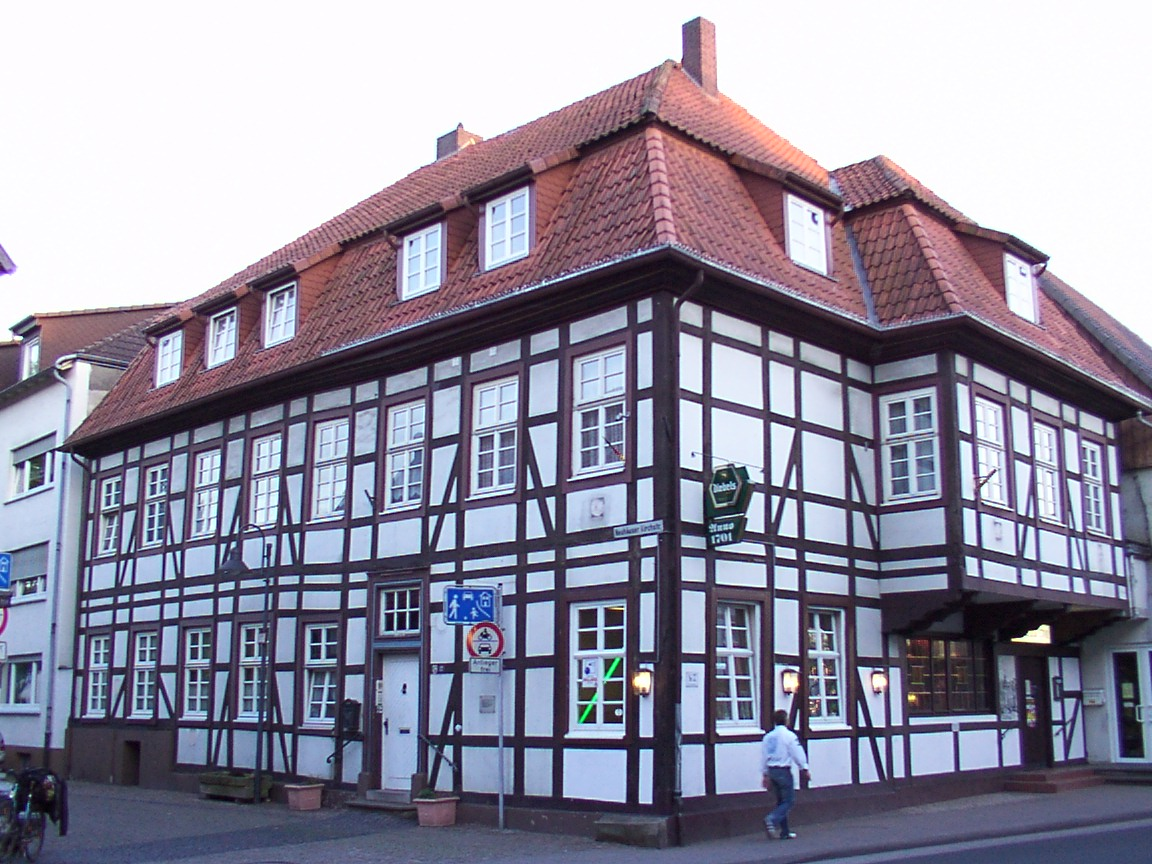
Hus i ortsdelen Schloß Neuhaus

## Idrott
Stadens fotbollslag, SC Paderborn 07, slutade tvåa i näst högsta ligan (2. Fußball-Bundesliga) säsongen 2013/2014 och blev därmed uppflyttad till högsta ligan (Fußball-Bundesliga).

## Industri
- Claas
- Wincor Nixdorf

## Kända personer från Paderborn
- Heinrich Aldegrever - kopparstickare och målare, född 1502 i Paderborn